# Landtagswahlkreis Ravensburg
Der Wahlkreis Ravensburg (Wahlkreis 69) ist ein Landtagswahlkreis im Südosten von Baden-Württemberg. Er umfasste bei der letzten Landtagswahl 2021 die Gemeinden Altshausen, Baienfurt, Baindt, Berg, Bodnegg, Boms, Ebenweiler, Ebersbach-Musbach, Eichstegen, Fleischwangen, Fronreute, Grünkraut, Guggenhausen, Horgenzell, Hoßkirch, Königseggwald, Ravensburg, Riedhausen, Schlier, Unterwaldhausen, Waldburg, Weingarten, Wilhelmsdorf und Wolpertswende aus dem Landkreis Ravensburg sowie die Gemeinden Neukirch, Meckenbeuren und Tettnang aus dem Bodenseekreis. Wahlberechtigt waren 125.888 Einwohner des Wahlkreises.
Die Grenzen der Landtagswahlkreise wurden nach der Kreisgebietsreform von 1973 zur Landtagswahl 1976 grundlegend neu zugeschnitten und seitdem nur punktuell geändert. Der Wahlkreis Ravensburg umfasste zunächst nur Gemeinden aus dem westlichen Teil des Landkreises Ravensburg. Infolge überdurchschnittlichen Bevölkerungswachstums im benachbarten Bodenseekreis wurden zur Landtagswahl 1992 erstmals Änderungen notwendig. Die Gemeinden Neukirch und Tettnang aus dem Wahlkreis Bodensee wurden dem Wahlkreis Ravensburg zugeordnet. Bei der Landtagswahl 2011 wurde auch die Gemeinde Meckenbeuren an den Wahlkreis Ravensburg und als Ausgleich gleichzeitig die Gemeinde Aulendorf an den Wahlkreis Wangen angegliedert.

## Wahl 2021
Die Landtagswahl 2021 hatte folgendes Ergebnis:
| Direktkandidat             | Partei           | Stimmen in % | Landtagswahl 2016 Stimmen in % |
| -------------------------- | ---------------- | ------------ | ------------------------------ |
| Manfred Lucha              | Grüne            | 33,1         | 33,1                           |
| August Schuler             | CDU              | 23,7         | 31,0                           |
| Helmut Dietz               | AfD              | 8,7          | 12,1                           |
| Jonathan Wolf              | SPD              | 8,2          | 8,5                            |
| Markus Waidmann            | FDP              | 11,5         | 9,1                            |
| Korbinian Sekul            | DIE LINKE        | 3,4          | 2,5                            |
| Maximilian Scharpf         | ödp              | 1,6          | 1,7                            |
| Rolf Buchele               | Die PARTEI       | 1,6          | –                              |
| Günter Ruchti              | Freie Wähler     | 3,9          | –                              |
| Sona Pietsch               | Menschliche Welt | 0,5          | –                              |
| Regina Herzog              | dieBasis         | 1,2          | –                              |
| Saskia Mayer               | KlimalisteBW     | 1,2          | –                              |
| Servet-Feza Tastaban-Fugel | WiR2020          | 0,8          | –                              |
| Vinzent Blechschmidt       | Volt             | 0,5          | –                              |
| –                          | Sonstige         | –            | 2,1                            |

## Wahl 2016
Die Landtagswahl 2016 hatte folgendes Ergebnis:
| Direktkandidat           | Partei           | Stimmen in % | Landtagswahl 2011 Stimmen in % |
| ------------------------ | ---------------- | ------------ | ------------------------------ |
| Manfred Lucha            | Grüne            | 33,0         | 26,1                           |
| August Schuler           | CDU              | 31,0         | 43,5                           |
| Heike Engelhardt         | SPD              | 8,5          | 17,5                           |
| Benjamin Strasser        | FDP              | 9,1          | 4,3                            |
| Henning von Stoltzenberg | DIE LINKE        | 2,5          | 2,5                            |
| Michael Moritz           | Menschliche Welt | 0,6          | –                              |
| Siegfried Scharpf        | ödp              | 1,7          | 2,3                            |
| Jakob Zobel              | REP              | 0,3          | 0,9                            |
| Helmut Dietz             | AfD              | 12,1         | –                              |
| Werner Knörle            | ALFA             | 0,9          | –                              |
| Tim Belz                 | NPD              | 0,3          | 0,7                            |
| –                        | Sonstige         | −            | 03,5                           |

## Wahl 2011
Die Landtagswahl 2011 hatte folgendes Ergebnis:
| Direktkandidat    | Partei    | Stimmen in % | Landtagswahl 2006 Stimmen in % |
| ----------------- | --------- | ------------ | ------------------------------ |
| Rudolf Köberle    | CDU       | 43,5         | 49,4                           |
| Manfred Lucha     | Grüne     | 26,1         | 13,0                           |
| Christel Ulmer    | SPD       | 17,5         | 19,2                           |
| Benjamin Strasser | FDP       | 04,3         | 08,9                           |
| Gotthilf Lorch    | DIE LINKE | 02,5         | WASG: 2,3                      |
| Richard Holderied | Piraten   | 02,3         | –                              |
| Christa Gnann     | ödp       | 02,3         | 01,5                           |
| Gisela Neumann    | REP       | 00,9         | 01,5                           |
| Hendryk Feindt    | NPD       | 00,7         | 00,6                           |
| –                 | Sonstige  | −            | 03,5                           |

## Abgeordnete seit 1976
Bei den Landtagswahlen in Baden-Württemberg hat jeder Wähler nur eine Stimme, mit der sowohl der Direktkandidat als auch die Gesamtzahl der Sitze einer Partei im Landtag ermittelt werden. Dabei gibt es keine Landes- oder Bezirkslisten, stattdessen werden zur Herstellung des Verhältnisausgleichs unterlegenen Wahlkreisbewerbern Zweitmandate zugeteilt.
Obwohl die Zweitmandate nach der bis 2006 gültigen Regelung nach der Rangfolge der absoluten Stimmen zugeteilt wurden und gleichzeitig der Wahlkreis Ravensburg seit 1992 zu den größeren Wahlkreisen gehörte, wurde er zwischen 1976 und 2006 jeweils nur durch einen direkt gewählten Abgeordneten der CDU im Landtag vertreten. 2011 gewann Manfred Lucha (Grüne) ein Zweitmandat.
| Partei | Art des Mandats | Abgeordnete |
| ------ | --------------- | --- |
| CDU    | Erstmandat      | Alfons Maurer 1976, 1980, 1984, 1988, Mandat niedergelegt zum 16. Februar 1990 Rudolf Köberle, nachgerückt am 20. Februar 1990; 1992, 1996, 2001, 2006, 2011 |
| CDU    | Zweitmandat     | August Schuler 2016, 2021 |
| Grüne  | Erstmandat      | Manfred Lucha 2016, 2021 |
| Grüne  | Zweitmandat     | Manfred Lucha 2011 |